# Compsophorus amboimensis
Compsophorus amboimensis là một loài tò vò trong họ Ichneumonidae.